# Hand of God
Hand of God è una serie televisiva statunitense prodotta da Amazon Studios.
L'episodio pilota, diretto dal regista Marc Forster, è stato reso disponibile dal 28 agosto 2014.

## Trama
Pernell Harris è un giudice corrotto che, in seguito al tentato suicidio del figlio (il quale dopo aver assistito allo stupro della moglie era caduto in depressione), trova la fede grazie al reverendo Paul Curtis, un prete di periferia, al quale Harris donerà un'ingente somma di denaro. La moglie di Pernell, Crystal Harris, è preoccupata per le condizioni psichiche del marito, che convertitosi al cristianesimo potrebbe diventare un ostacolo per i suoi affari illeciti con il sindaco Robert Boston a cui Harris ha fatto alcuni favori. Mentre Pernell visita il figlio in ospedale ha alcune allucinazioni che lo conducono a un agente di polizia: Pernell crede che sia l'uomo che ha stuprato sua nuora. Nonostante l'interrogatorio che prova l'innocenza dell'agente, Pernell non si arrende e recluta Keith Dennison, un uomo violento con l'ossessione per la religione. Convinto di essere stato scelto da Dio per infliggere giustizia, Pernell comincia la sua crociata dall'uomo che ha rovinato la sua famiglia.

## Episodi
| Stagione         | Episodi | Prima TV USA | Prima TV Italia |
| ---------------- | ------- | ------------ | --------------- |
| Prima stagione   | 10      | 2014-2015    | 2016            |
| Seconda stagione | 10      | 2017         | 2017            |

## Produzione
Nell'ottobre 2014 Amazon ha ordinato una prima stagione completa che è stata resa disponibile dal 4 settembre 2015.
Nel dicembre del 2015, la serie è stata rinnovata per una seconda stagione.
Il 15 settembre 2016, Amazon Studios, ha annunciato che la seconda stagione sarà l'ultima.
Il 10 marzo 2017 è stata resa disponibile la seconda stagione completa.

## Accoglienza

### Critica
Le recensioni dell'episodio pilota sono state generalmente positive.
Tim Goodman dell'Hollywood Reporter ha scritto che «la serie ha un buon cast ed è intrigante, ma non si sa di preciso cosa potrebbe accadere in un secondo episodio», mentre Max Nicholson di IGN ha elogiato le interpretazioni di Ron Perlman, Dana Delany, Andre Royo e Alona Tall mentre ha sottolineato che per essere un episodio pilota ha molte sotto-trame.